# Philips Museum
Het Philips Museum is gevestigd in de Noord-Brabantse stad Eindhoven en behandelt de geschiedenis van het bedrijf Philips. Het bevindt zich in de eerste gloeilampenfabriek van Philips.

## Geschiedenis
In 1951 vestigt de  hoofdindustriegroep Licht een lichtdemonstratiecentrum in  het fabriekje. Ter gelegenheid van het 60-jarig bestaan van Philips wordt in  een voorkamer tijdelijk de fabricage van kooldraadlampen anno 1891  gereconstrueerd. In de voet van de schoorsteen wordt bij die gelegenheid een  plaquette met de beeltenis van Gerard Philips aangebracht. In 1975 wordt het gebouw grondig gerenoveerd t.b.v. modernisering van het Licht  Demonstratie Laboratorium.
Het  fabriekje komt op de Eindhovense monumentenlijst te staan.
In 1991  verhuist het lichtdemonstratiecentrum naar het Emmasingelcomplex achter de  Witte Dame en de naam verandert in Lighting Application Centre (LAC). Na  verbouwing wordt de afdeling Philips  Company Archives/ Historiography de nieuwe bewoner. Een deel van de  voorruimte is ingericht als reconstructie van de kooldraadlampenfabricage in  1891. Het  voorste gedeelte van het fabriekje heeft de bestemming gekregen van museum (replica  van de productie van kooldraadlampen zoals die plaats vond in de eerste  Philips-fabriek uit 1891) en van expositieruimte t.b.v. wisselende  tentoonstellingen. De faciliteiten zijn in de eerste  plaats bestemd voor klanten en relaties van Philips Lighting. 
Op 25 februari 1993 wordt het fabriekje  uit 1891 officieel door Frits Philips geopend. Gelijktijdig  vindt de opening plaats van een galerie waar de Stichting Lichteffecten in  Schilderkunst en Sculptuur haar kunstverzameling kan exposeren. Het "Philips Gloeilampenfabriekje anno 1891" laat zien hoe aan het eind van de 19e eeuw kooldraadlampen werden gemaakt. Het gehele proces in verschillende stappen, beginnend bij gezuiverde watten en eindigend bij een gebruiksklare lamp, kan binnen het museum anno 2020 nog in detail worden gevolgd. Er is een ruimte geopend die is ingericht als een lampenfabriek uit de jaren twintig van de 20e eeuw. De ontwikkeling van de machines voor de fabricage van de lampen wordt tentoongesteld. 
Op 1 januari 1997 wordt het fabriekje uit 1891 officieel opengesteld voor het  publiek.  In oktober 2000 ontvangt de Stichting  Philipsfabriekje 1891 de tienduizendste bezoeker. Philips  Company Archives/Historiography maakt in 2001 plaats voor de Stichting  Kunstlicht in de Kunst. Het interieur wordt aangepast aan de wensen van  de nieuwe bewoner. Op 27  maart 2002 wordt het museum van de Stichting Kunstlicht in de Kunst in de  achterruimte van het oude fabriekje geopend.  Op 12  december 2007 maakt Philips bekend dat in het Oude Fabriekje aan de Emmasingel een  nieuw Philips Museum zal worden  gesticht waarin de historische collectie van het concern blijvend  tentoongesteld wordt. In april  2011 wordt in het Oude Fabriekje gestart met de bouw van het Philips Museum. Architectenbureau GSG is verantwoordelijk voor  het ontwerp van het museum. Op vrijdag  5 april 2013 opent koningin Beatrix het Philips  Museum.

## Tentoonstelling

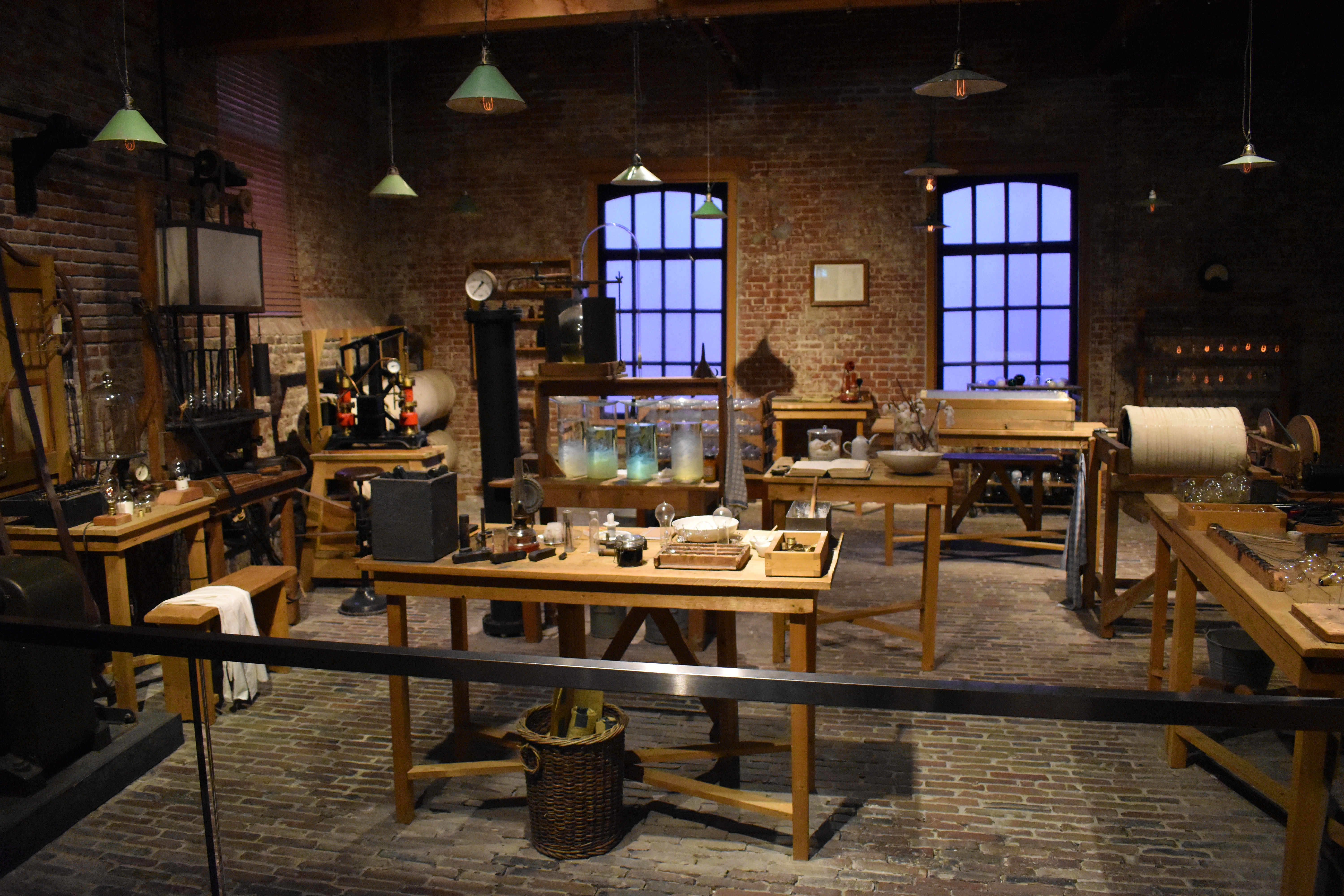
Een tentoongestelde werkplaats in het Philips Museum

Het museum begint aan het eind van de 19e eeuw in een slecht verlichte ruimte uit de tijd dat kaarsverlichting de norm was. Frederik Philips, koopman uit Zaltbommel, zorgde voor startkapitaal voor zijn zoon Gerard om een gloeilampenfabriek te stichten in Eindhoven. Gerard was als ingenieur opgeleid en zijn jongere broer Anton kwam als getalenteerd verkoper in het bedrijf. In het museum zijn vele ontwerpen van Louis Kalff te zien, zoals het logo en de huisstijl. Ook de ontwerpen van Kalffs opvolgers staan uitgestald in het museum. Verder zijn medische apparaten tentoongesteld; de productie daarvan begon in 1918 met röntgenapparatuur en vervolgens met de CT-apparatuur en MRI-scanners. Natuurlijk zijn er in het museum verschillende soorten lampen te zien: de gloeilamp, de tl-lamp, de natriumlamp, de spaarlamp en de ledlamp. Ook de tak van de consumentenelektronica komt aan bod, zoals de radio, televisie, scheerapparaat en diverse keukenapparatuur. Ook de initiatieven van Philips in de radio- en televisiebranche worden belicht. Daarnaast wordt de geschiedenis verteld van bedrijfsleider Jan Zwartendijk, die vanuit Litouwen duizenden Joden heeft helpen vluchten tijdens de Tweede Wereldoorlog.